# Gnamptogenys acuta
Gnamptogenys acuta är en myrart som först beskrevs av Brown 1956.  Gnamptogenys acuta ingår i släktet Gnamptogenys och familjen myror. Inga underarter finns listade i Catalogue of Life.